# Johann Mühlegg
Johann Mühlegg (Marktoberdorf, 8 de noviembre de 1970) es un deportista alemán, nacionalizado español, que compitió en esquí de fondo, primero por su país natal y a partir de 1999 representando a España.
Participó en cuatro Juegos Olímpicos de Invierno, entre los años 1992 y 2002, obteniendo tres medallas de oro en Salt Lake City 2002, en las pruebas de 10 km+10 km persecución, 30 km y 50 km, las primeras medallas olímpicas para España en ese deporte. Pero, después de la última prueba, fue anunciado que en el último control antidopaje se detectó una sustancia prohibida, y fue descalificado de esa prueba, los 50 km. Posteriormente, su caso fue llevado al Tribunal Arbitral del Deporte (TAS) y se dictaminó la pérdida de las tres medallas olímpicas.
Ganó dos medallas en el Campeonato Mundial de Esquí Nórdico de 2001, oro en la prueba de 50 km y plata en 10 km+10 km persecución.

## Trayectoria

### Inicios deportivos
Empezó a practicar esquí de fondo a los 12 años. En 1989 fue campeón del mundo juvenil en la prueba de 30 km. Bajo la bandera de Alemania participó en tres Juegos Olímpicos, en Albertville 1992 fue séptimo (50 km), en Lillehammer 1994 quedó cuarto en el relevo y en Nagano 1998 fue séptimo en 50 km.
Las relaciones del esquiador con la federación germana se deterioraron a partir de 1993, debido a una racha de malos resultados. Las decisiones del atleta terminaron hartando a la federación: en 1995 fue apartado del equipo por acusar a su entrenador de «daños espirituales».
Para seguir compitiendo a nivel profesional, Mühlegg estableció contactos con la Real Federación Española de Deportes de Invierno (RFEDI) y tramitó la nacionalidad española, concedida en noviembre de 1999. Ya representando a España, en el Campeonato Mundial de Esquí Nórdico de 2001 ganó el oro en 50 km y fue plata en 20 km persecución. Con estos resultados, se convirtió en la principal baza española para obtener una medalla en los Juegos Olímpicos de Invierno, algo que hasta esa fecha solo había ocurrido en dos ocasiones.

### Juegos Olímpicos de 2002
Mühlegg ganó tres medallas de oro en los Juegos Olímpicos de Salt Lake City 2002. Las dos primeras fueron en 30 km libre y en 20 km persecución, por las que fue felicitado incluso por el jefe del Estado, el rey Juan Carlos I. Aquellos triunfos suscitaron el interés de los españoles por los deportes de invierno y los medios de comunicación deportivos lo apodaron cariñosamente «Juanito».
El fondista ganó su tercera presea dorada en la prueba de 50 km clásico. Pero ese mismo día fue descalificado por dopaje. En la prueba antidopaje dio positivo por darbepoetina, una sustancia prohibida que aumenta la resistencia. La Federación Internacional de Esquí lo suspendió por dos años.
En un principio el Comité Olímpico Internacional solo le retiró la tercera medalla y no cuestionó las dos primeras, pero en diciembre de 2003 el TAS decretó que debía devolver todas. El fondista manifestó su decepción por la sentencia, que consideró «injusta», y en 2004 publicó su biografía Allein gegen Alle (Solo contra todos), donde declaró no haberse dopado «de manera consciente».

### Actividades posteriores
Cuando cumplió la sanción, solicitó su reingreso en el equipo español para participar en los Juegos de Turín 2006, pero no se sintió respaldado por la federación y se retiró tanto del deporte profesional como de la vida pública.
Posteriormente se marchó a vivir a Brasil, donde regentó un hotel. A su país natal solo regresa para dar clases de esquí y visitar a su familia.

## Palmarés internacional
| Representando a España |                                 |                  |                         |
| Juegos Olímpicos       |                                 |                  |                         |
| Año                    | Lugar                           | Medalla          | Prueba                  |
| 2002                   | Salt Lake City (Estados Unidos) | DSC              | 10 km+10 km persecución |
| 2002                   | Salt Lake City (Estados Unidos) | DSC              | 30 km                   |
| 2002                   | Salt Lake City (Estados Unidos) | DSC              | 50 km                   |
| Campeonato Mundial     |                                 |                  |                         |
| Año                    | Lugar                           | Medalla          | Prueba                  |
| 2001                   | Lahti (Finlandia)               | Medalla de oro   | 50 km                   |
| 2001                   | Lahti (Finlandia)               | Medalla de plata | 10 km+10 km persecución |